# 西濱鷸
，是鸻形目鹬科的一种鸟类。這是北美最豐富的濱鳥物種之一，數量達數百萬。

## 分類
屬名來自古希臘語 kalidris 或 skalidris，這是亞里士多德用來描述一些灰色水邊鳥類的術語。種名 mauri 是為了紀念義大利植物學家Ernesto Mauri （1791–1836）。

## 描述
西方滨鹬体重约27.82克，翼长约92.2毫米，嘴峰长约21毫米，喙宽度约2.3毫米，喙厚度约3.5毫米，跗蹠长约21毫米，尾长约38.4毫米。
成鳥有深色的腿和短而細的深色喙，喙尖更細。身體上部為棕色，下部為白色。牠們的頭頂呈紅棕色。這種鳥類可能難以與其他相似的小型濱鳥區分開來，尤其是半蹼濱鷸。這在冬季羽毛時期尤為明顯，當時這兩種鳥都呈現純灰色。西濱鷸比半蹼濱鷸更早在秋季換上冬季羽毛。
測量：
- 長度: 5.5–6.7 英寸 （14–17 厘米）
- 重量: 0.8–1.2 盎司 （22–35 克）
- 翼展: 13.8–14.6 英寸 （35–37 厘米）

## 分布
繁殖于西伯利亚和阿拉斯加；越冬于南美洲北部。

## 繁殖
牠們的繁殖棲地是西伯利亞東部和阿拉斯加的苔原。牠們通常在一些植被下的地面築巢。雄鳥會挖掘多處巢穴；雌鳥選擇一處並產下四枚蛋。雙親共同孵卵並照顧需依賴的幼鳥，幼鳥自行覓食。有時雌鳥在後代未能飛翔前會拋棄伴侶和幼鳥。

## 遷徙
牠們遷徙到北美和南美兩岸以及加勒比地區。牠們極少出現在西歐。

## 飲食
這些鳥類在遷徙和非繁殖季節會在潮間帶泥灘上覓食，通過視覺探測或拾取食物。繁殖季節中牠們在苔原和濕草地上覓食。牠們過去被認為主要以昆蟲、蜘蛛、小甲殼類、軟體動物、多毛類蠕蟲和種子為食, 但現在已知牠們大量取食潮間帶泥灘表面的生物薄膜。

## 扩展阅读
- 維基物種上的相關：西濱鷸